# Grégoire Massengo
Nacido alrededor de 1910 en Taba, en el distrito de Kinkala, Grégoire Massengo es un escultor africano que tuvo una influencia considerable desde los años 50 hasta su muerte en 1978. Es, junto con su primo Benoit Konongo, el representante más conocido de la escuela Muta Mayola, un movimiento artístico que nace hacia 1930 en el afueras de Brazzaville. 

## Biografía
Grégoire Massengo conoció la talla en madera gracias a su tío materno, Muta Mayola, un escultor tradicional que se hizo famoso trabajando por encargo tanto para los jefes de la aldea como para los colonos.Comenzó a exponer en Brazzaville en 1940 con su joven primo Benoit Konongo. Konongo fue descubierto por el arquitecto Roger Errel, quien lo incorporó a las Artes Aplicadas de Brazzaville. Cuando su tío Muta Mayola abandonó el pueblo de Kingoma en 1945 para decorar la casa del asegurador Charles Lejeune en la Corniche de N'Galiema en Léopoldville, al otro lado del río Congo, Massengo se hizo cargo de su taller.
A finales de los años 1940, el representante de las autoridades coloniales lo contrató para esculpir su casa en Kinkala, capital de la región de Pool . Esta obra le dio al escultor tanta fama en la región de Brazzaville que la población local cambió el nombre de su pueblo de Kingoma a Massengo.
A partir de entonces, Massengo trabajó ininterrumpidamente hasta el final de sus días, rodeado de numerosos alumnos y asistentes. Contribuyó en gran medida a modernizar la escultura tradicional y a enriquecerla con nuevos temas. Sus obras más famosas son imponentes bustos tallados en madera de wengué, una madera preciosa cuyas rayas y matices utilizó maravillosamente. También le debemos un cierto número de cabezas gigantes que pueden superar el metro veinte, así como una gran variedad de temas y monumentos. Artista y artesano, también produjo un gran número de ceniceros antropomorfos, pipas tradicionales, tazas, platos, sillas de palabrería y muebles. A partir de los años 1960 transformó su taller en escuela y formó a un número considerable de alumnos en talla de madera.

## El busto de la reina Ngalifourou
Su escultura más famosa en el Congo es sin duda el busto de la reina Ngalifourou, erigido durante su funeral y que todavía está en posesión de la familia real Téké.

## Honores y premios
- Primer premio en la exposición agrícola y artesanal del Ayuntamiento de Brazzaville el 6 de octubre de 1948
- Gran premio en la feria de exposiciones de Brazzaville el 27 de agosto de 1953
- Primer premio de escultura en la octava exposición de obra celebrada en París en 1953
- Ganador de Overseas Trades en París 1955
- Caballero de la Orden de la Devoción del Congo en 1962
- Diplomas de honor en las exposiciones nacionales de Brazzaville en 1965 y 1973

## Exposiciones internacionales
Presente en los grandes acontecimientos internacionales, Grégoire Massengo representó a la República Popular del Congo en los festivales de arte negro-africano de Dakar en 1966 y de Lagos en 1977.

## Posteridad y referentes en la cultura popular
Grégoire Massengo es padre de diecisiete hijos. Varios se convirtieron en escultores. Hoy dos de sus nietos, Brice Massengo y Guinel Massengo, son escultores reconocidos en el Congo, que exponen en toda África y representarán su cultura hasta China.
El escultor donó parte de su terreno a la iglesia católica. Allí se encuentra hoy la parroquia de Saint-Grégoire de Massengo.
Un personaje se llama Grégoire Massengo en la novela Les cigognes sont immortelles de Alain Mabanckou, publicada en 2018 por Editions du Seuil.

## Exposiciones temporales póstumas
- “ El ébano negro en la escultura congoleña ”, celebrada en Beijing en 2002
- La dinastía de escultores congoleños Massengo se presenta en el Centro Cultural Ruso de Brazzaville del 21 al 31 de marzo de 2015
- La impermanencia de las cosas, organizado por el equipo del Museo Etnográfico de Neufchâtel en 2017
- Art Premier, ballad des mondes, montada por la asociación William Blake en la antigua subprefectura de Nérac en 2020
- “ El afrovenezolano : abandono y fe » Museo Nacional de Barquisimeto MUBARQ en Venezuela 2021

## Obras conservadas en museos
- Museo Afroamericano Joysetta & Julius Pearse del condado de Nassau, Nueva York. Reproductor de tam tam en wengué
- Museo Etnográfico de Neufchâtel, colección de bustos típicos y cenicero
- Museo Nacional de Barquisimeto MUBARQ en Venezuela, dos importantes bustos en wengué
- Entrada al palacio presidencial de Brazzaville, los congoleños y los congoleños, esculturas de wengué

## Videografía
- Cuentos africanos I - Escultor de madera, reportaje de 5 min 31 s de Peter Lumfila, Tony Nzolameso y Elysée Odia para CongoWeb TV [8]
- En el capítulo 4 del documental de Jonathan Bougard La escuela de Muta Mayola, Vincent el fenómeno de Katmandú, el protagonista encuentra al pintor Vincent Greby quien le ofrece una gran máscara de wengué firmada por Grégoire Massengo.[9]

## Galería

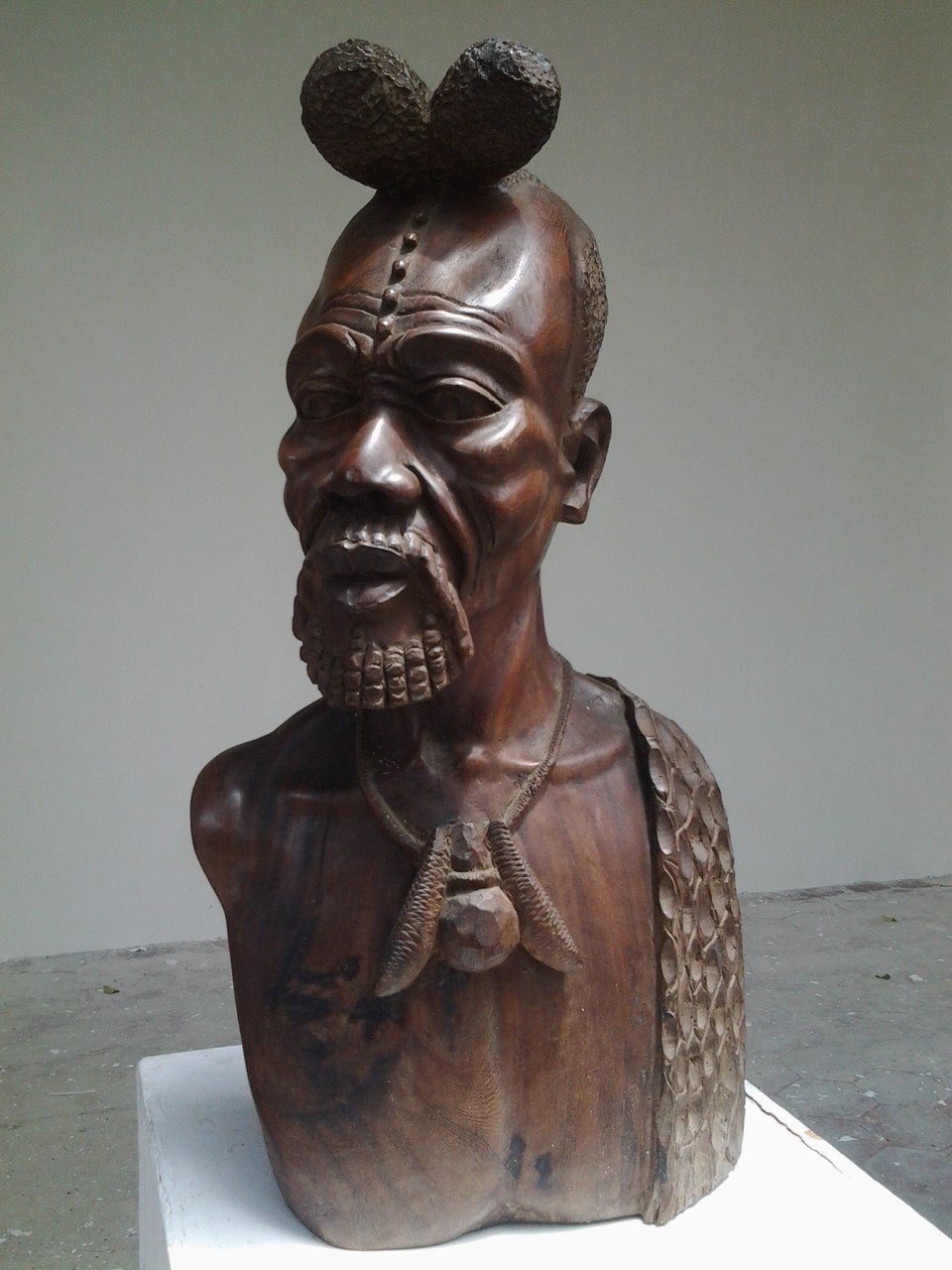
Busto de Grégoire Massengo de un congoleño en Wengué. 61,5x25,5x29 cm. Museo de Barquisimeto MUBARQ Venezuela

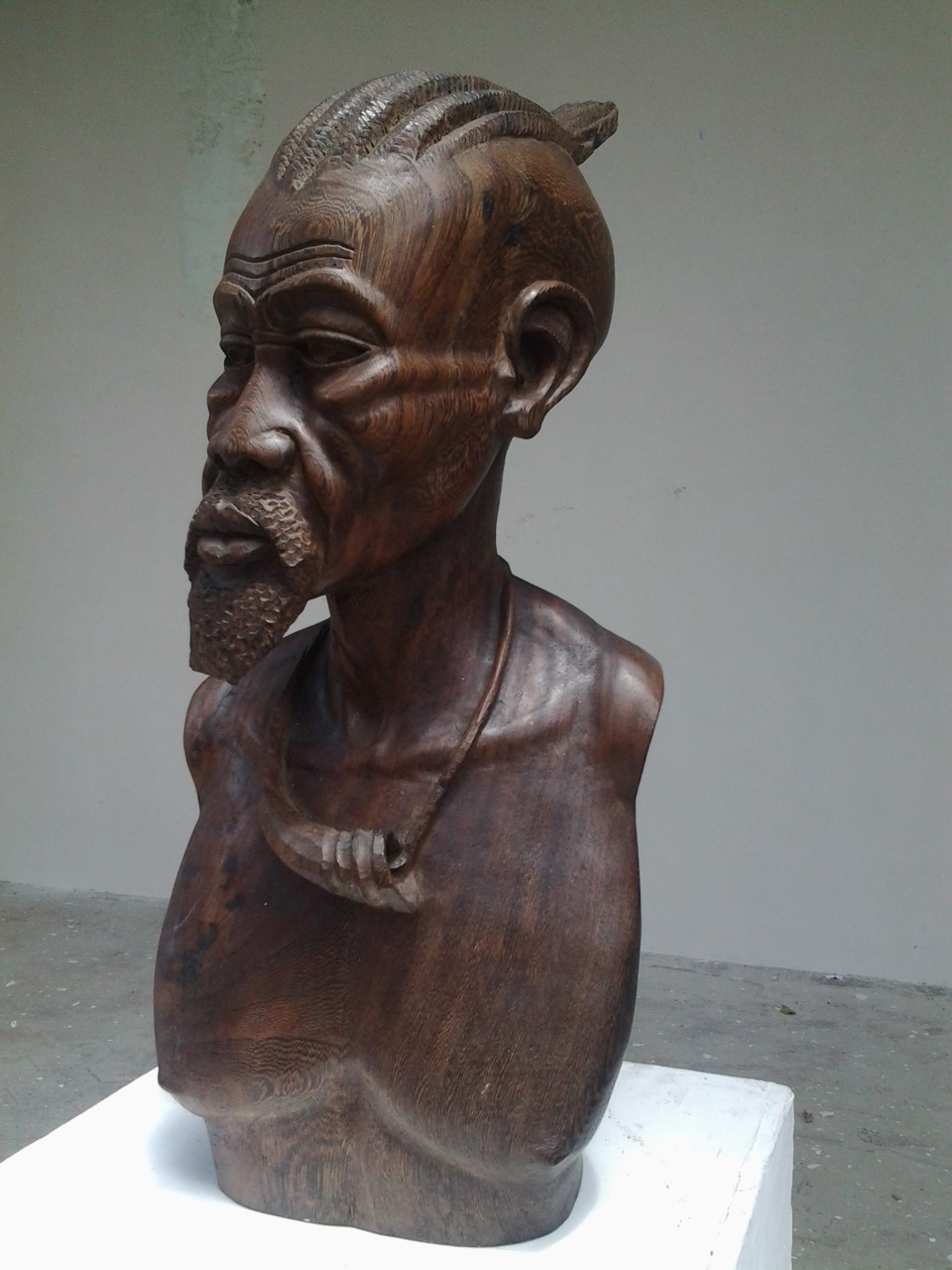
Grégoire Massengo. Congo. 1910-1978. Busto de hombre congoleño en wengué. 61,5x25,5x29 cm. Museo de Barquisimeto MUBARQ Venezuela

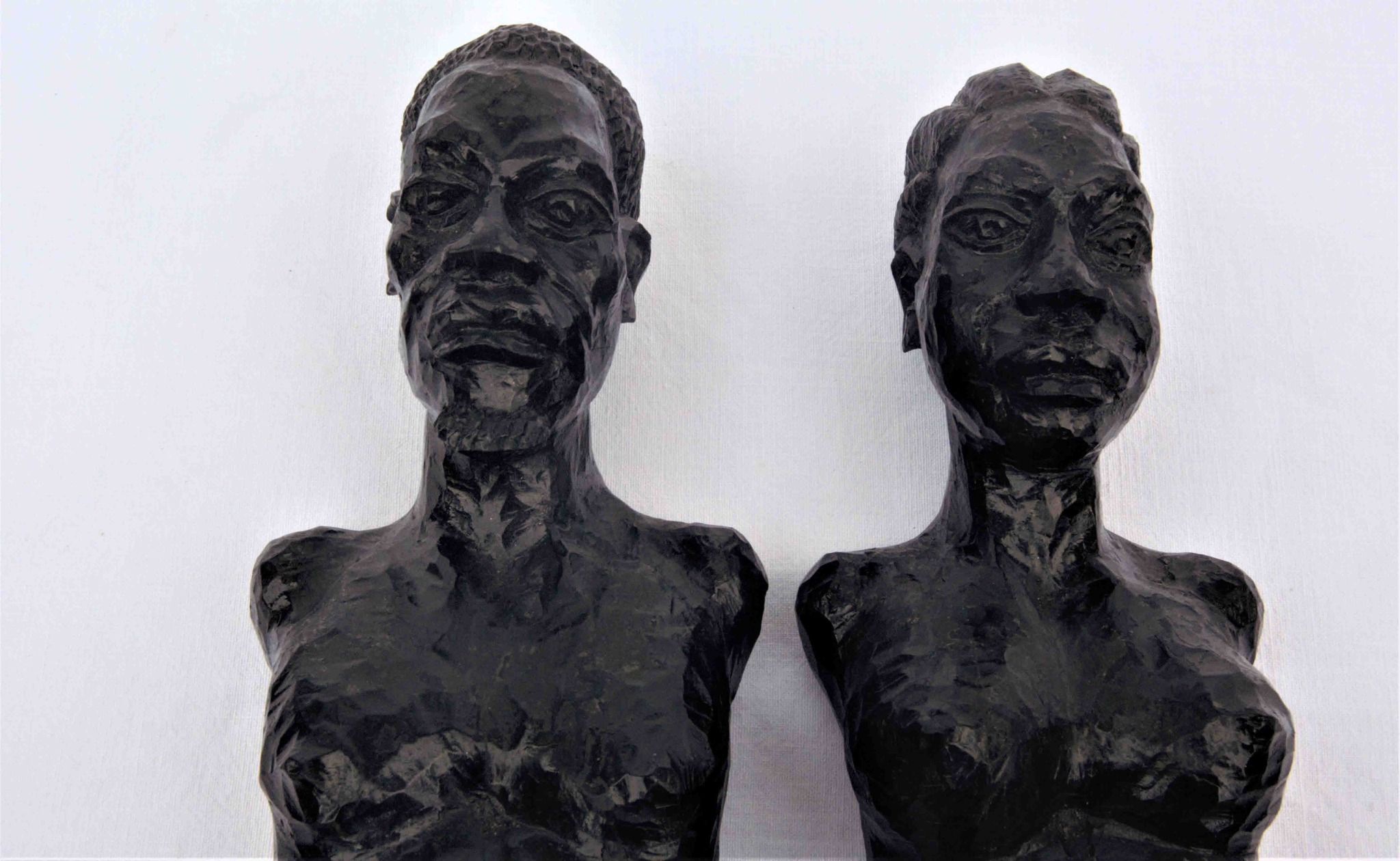
Grégoire Massengo, par de bustos de ébano negro